# Antichiridium striatum
Antichiridium striatum är en tvåvingeart som först beskrevs av Ewald Rübsaamen 1910.  Antichiridium striatum ingår i släktet Antichiridium och familjen gallmyggor. Inga underarter finns listade i Catalogue of Life.